# بنجامين وليامز كراونينشيلد
بنجامين وليامز كراونينشيلد هو سياسي أمريكي، ولد في 27 ديسمبر 1772 في سالم في الولايات المتحدة، وتوفي في 3 فبراير 1851 في بوسطن في الولايات المتحدة. نشط حزبياً في الحزب الفيدرالي الأمريكي. وقد انتخب الأمين العام وانتخب عضو مجلس النواب الأمريكي ‏.